# Пежо тип 144
Пежо тип 144 (фр. Peugeot Type 144) је моторно возило произведено између 1913. и 1918. године од стране француског произвођача аутомобила Пежо у њиховој фабрици у Оданкуру. У том раздобљу је укупно произведено 1799 јединица.
Возило покреће четвороцилиндрични четворотактни мотор који је постављен напред, а преко кардана је пренет погон на задње точкове. Његова максимална снага била је 14 КС и запремине 2.815 cm³, а код модела 144 Р мотор запремине 3.177 cm³, снаге 16 КС.
Тип 144 је произведен у три варијанте 144, 144 А и 144 Р са међуосовинским растојањм од 317,2 цм, дужина возила 460 цм, ширина возила 172 цм, а размак точкова 140 цм, односно 145 код варијанте 144 А. Облик каросерије је лимузина и торпедо и има места за четири особе. Каросерија модела 144 А је колонијал са местом за пет особа.